# Option
 En option är ett avtal mellan en optionsutställare och en optionsinnehavare som ger innehavaren rätten, men inte skyldigheten, att i framtiden köpa eller sälja en underliggande tillgång till ett på förhand bestämt pris. Optioner utgör finansiella instrument och ingår i familjen derivatinstrument. Teckningsoptioner ges ut av bolaget, ofta i samband med nyemissioner.

## Köpoption och säljoption
Optioner delas in i köpoption (engelska: call option) och säljoption (engelska: put option). Den som ställer ut en köpoption åtar sig att på anfordran sälja den underliggande tillgången till optionsinnehavaren för det överenskomna priset. Den underliggande tillgången kan utgöras av en aktie, valuta, råvara eller något liknande. Den som ställer ut en säljoption åtar sig istället att på anfordran köpa den underliggande tillgången av optionsinnehavaren för det överenskomna priset. Ofta sker ingen fysisk leverans av den underliggande tillgången utan affären regleras istället kontant på slutdagen. Den som ställer ut en option sägs ha en kort position i optionen och den som köper en option sägs ha en lång position.

## Avkastning och risker
För att ställa ut en option tar optionsutställaren ut en avgift (premie) från den som köper optionen. Den som äger exempelvis aktier och ställer ut en köpoption med dessa som underliggande tillgång får genom premien möjlighet att tjäna pengar på aktierna även om kursen skulle ligga still under optionens löptid. Att ställa ut en option innebär därför ett man spekulerar i att värdet på den underliggande tillgången kommer att vara relativt oförändrat under löptiden.
Den som köper en option får å sin sida möjlighet att med ett begränsat kapital (premien) ta del av värdeutvecklingen hos en stor mängd aktier. Men om värdet på den underliggande aktien inte stiger under optionens löptid så kommer optionen inte att vara värd någonting på slutdagen, och de pengar som köparen har betalat i premie går därmed förlorade i sin helhet. Den som köper en option är därför helt beroende av att kursutvecklingen på den underliggande tillgången blir positiv under optionens löptid, varvid köparen annars förlorar hela sitt investerade kapital.

## Olika typer av optioner
Om rättigheten att köpa eller sälja den underliggande tillgången endast kan användas vid en specifik tidpunkt kallas optionen europeisk. En option av amerikansk typ ger däremot ägaren rätt att lösa in optionen när denne vill fram till slutdagen. En amerikansk option innebär därmed större rättigheter än den europeiska vilket innebär att dess värde alltid måste vara större än eller lika med motsvarande europeiska. Uttrycken europeiska och amerikanska optioner ska inte sammanblandas med motsvarande kontinenter, eftersom optioner av både amerikansk och europeisk typ handlas över hela världen. De aktieoptioner som det handlas med i Sverige är i huvudsak av amerikansk typ.
Utöver dessa två vanligaste former av optioner finns också en rad andra så kallade exotiska optioner. För att särskilja den vanliga typen av optioner så kallas dessa ibland för ren vanilj-optioner (engelska: plain vanilla options).
- Barriäroption
- Asiatisk option
- Lookback-optioner

## En options värde på slutdagen
En köpoptions värde på slutdagen är lika med maximum av den underliggande tillgångens värde minus det förutbestämda priset och 0. Analogt med detta är en säljoptions värde på slutdagen lika med maximum av det förutbestämda priset minus den underliggande tillgångens värde och 0.
Det hela kan förtydligas genom ett exempel: En köpoption med det förutbestämda lösenpriset 100 kronor köps och den underliggande tillgången är en aktie. På slutdagen handlas aktien för 110 kronor och därmed ger optionen rättighet att köpa en aktie som är värd 110 kronor för 100 kronor och en sådan rättighet är rimligen värd 10 kronor vilket också är optionens värde. Å andra sidan, om aktien handlas för 90 på inlösensdagen så har optionsinnehavaren fortfarande rätten att köpa aktien för 100. Denna rättighet är värdelös eftersom aktien handlas för ett lägre belopp på marknaden, så optionen löses inte in, och dess värde är noll. I och med att en option innebär en rättighet och ingen skyldighet så är en options värde aldrig negativ.

## Optioner i Sverige
Stockholmsbörsen tillhandahåller integrerad handel och clearing av standardiserade optioner och terminer baserade på svenska och vissa utländska aktier. Dessutom handlas derivatkontrakt med börsens index som underliggande tillgång, exempelvis OMXS30-optioner och OMXS30-terminer, vilka avvecklas genom kontantavräkning.
Handeln bedrivs i en gemensam orderbok, i vilken även medlemmar på Oslobörsen respektive EDX London kan delta. Vidare tillhandahåller börsen en OTC-clearing av derivatkontrakt som inte är upptagna till handel. Förutom handeln med standardiserade aktie- och aktieindexoptioner sker på Stockholmsbörsen även handel med s.k. warranter.

## Optionsvärdering
Att bestämma en options värde vid en tidpunkt före slutdagen involverar däremot många fler komponenter.
För att kunna beräkna ett optionspris före slutdagen behöver man en stokastisk modell för den underliggande tillgången. Priset av en option skriven på den underliggande tillgången är sedan det värde som gör att en finansiell aktör inte kan skapa ett arbitrage genom att investera i optionen och i den underliggande tillgången.
Eftersom värdet hos optionen på slutdagen vid olika pris på den underliggande tillgången är känt så kan ofta även optionens värde vid tidpunkter före slutdagen beräknas med hjälp av numeriska lösningsmetoder eller i vissa fall med analytiska uttryck.

### Black–Scholes modell
I början av 70-talet publicerade Fisher Black, Myron Scholes och Robert C. Merton artiklar som skulle skapa ett genombrott när det gäller prissättningen av främst europeiska aktieoptioner genom att skapa vad som senare har kommit att kallas för Black–Scholes modell. Denna modell har stort inflytande över hur optioner prissätts och hedgas. Scholes och Merton erhöll 1997 Sveriges riksbanks pris i ekonomisk vetenskap till Alfred Nobels minne för sina insatser. Black var redan avliden när priset utnämndes.
Black–Scholes modell är baserad på ett antal antaganden om den underliggande tillgångens stokastiska process och hur marknaden fungerar. Enligt Black–Scholes modell så påverkas en europeisk aktieoptions pris av fem faktorer.
1. Den underliggande tillgångens pris
2. Det förutbestämda priset
3. Den underliggande tillgångens volatilitet
4. Den riskfria räntan
5. Den kvarvarande tiden till slutdagen.

De använde sig av ett antal antaganden bl.a.:
1. Den underliggande tillgångens avkastning är normalfördelad och tillgångens pris är lognormalfördelad
2. En arbitragefri marknad

Härledningen bygger på riskneutral värdering och användande av Itos lemma.
Formlerna för hur dessa faktorer hänger ihop är enligt Black–Scholes modell:
{\displaystyle {\mathsf {c=S_{0}N(d_{1})-Xe^{-rt}N(d_{2})}}}

{\displaystyle {\mathsf {p=Xe^{-rt}N(-d_{2})-S_{0}N(-d_{1})}}}

där

{\displaystyle {\mathsf {d_{1}={\ln(S_{0}/X)+(r+\sigma ^{2}/2)t \over \sigma {\sqrt {t}}}}}}

{\displaystyle {\mathsf {d_{2}=d_{1}-\sigma {\sqrt {t}}}}}

I denna formel så står S0 för nuvärdet av den underliggande tillgången. X står för det förutbestämda priset och r står för den riskfria räntan. Vidare står t för tiden kvar till slutdagen och sigma står för volatiliteten. N(x) står för den kumulativa normalfördelningen, c står för värdet av en köpoption och p står för värdet av en säljoption.
Om formeln deriveras med hänsyn till de olika ingående komponenterna så fås känslighetsparametrar eller riskparametrar när det gäller optionens värdeförändring när de ingående parametrarnas värden förändras.
Modellen skapades för att beräkna värdet för europeiska aktieoptioner på aktier som inte ger utdelning. Men modellen har också visats sig mycket användbar på andra typer av optioner och den har också utvecklats i andra varianter för att kunna användas till andra former av optioner.
För mer okonventionella former av optioner, så kallade exotiska optioner, måste ibland andra metoder användas, så som Monte Carlo-simulering eller trädmodeller när värdet ska beräknas.

## Källförteckning
1. ↑  ”Hur fungerar optioner? | Avanza”. www.avanza.se. https://www.avanza.se/lar-dig-mer/avanza-akademin/derivat/hur-fungerar-optioner.html. Läst 8 maj 2024.
2. ↑  Robin Kavanagh. ”Put Option vs. Call Option: A Detailed Comparison” (på amerikansk engelska). Business Insider. https://www.businessinsider.com/personal-finance/put-vs-call-option. Läst 8 maj 2024.
3. ↑  ”Understanding the Difference: European vs. American Style Options”. cmegroup.com. https://www.cmegroup.com/education/courses/introduction-to-options/understanding-the-difference-european-vs-american-style-options.html. Läst 9 maj 2024.
4. ↑  ”The Sveriges Riksbank Prize in Economic Sciences in Memory of Alfred Nobel 1977” (på amerikansk engelska). NobelPrize.org. https://www.nobelprize.org/prizes/economic-sciences/1977/summary/. Läst 8 maj 2024.